# Estoril Basket Clube
O Estoril Basket Clube é um clube do concelho de Cascais, distrito de Lisboa, dedicado, exclusivamente, ao basquetebol e ao minibásquete (mini-basquetebol).
O clube foi criado em 2005 e o seu trabalho na área da formação de jovens atletas rapidamente o tornou numa referência no basquetebol do concelho de Cascais e do distrito de Lisboa.
O clube tem todos os escalões de formação de basquetebol, masculinos e femininos, desde o escalão Sub-8 (6 e 7 anos) até aos veteranos. Todos os atletas da formação do Estoril Basket Clube são federados e participam, desde sempre, nas competições promovidas pela Associação de Basquetebol de Lisboa e pela Federação Portuguesa de Basquetebol.
Para além da formação, Estoril Basket Clube tem equipas seniores (masculina e feminina) que disputam os campeonatos nacionais de basquetebol promovidos pela Federação Portuguesa de Basquetebol.
Devido ao elevado número de atletas, o Estoril Basket Clube tem que desenvolver a sua actividade em vários pavilhões desportivos do concelho de Cascais:
- Pavilhão da Escola Secundária de S. João do Estoril;
- Pavilhão da Escola Salesiana de Manique;
- Pavilhão da Escola da Alapraia;
- Pavilhão da Escola da Galiza;
- Pavilhão da Escola Secundária da Cidadela.

## Temporada por temporada
| Temporada | Nível | Liga    | Posição | Pós-temporada     |
| --------- | ----- | ------- | ------- | ----------------- |
| 2012-13   | 3     | CNB 1   | 2º      | Quartas de finais |
| 2013–14   | 3     | 1ª Div. | 3º      |                   |
| 2014-15   | 3     | 1ª Div. | 2º      |                   |
| 2015-16   | 2     | ProLiga | 12º     |                   |
| 2016-17   | 2     | ProLiga | 6º      |                   |
| 2017-18   | 2     | ProLiga | 15º     |                   |
| 2018-19   | 2     | ProLiga | 16º     | Rebaixado         |

fonte:eurobasket.com